# Shaka Hislop
Pour les articles homonymes, voir Hislop.
Shaka Hislop (né le 22 février 1969 à Hackney, Londres, Angleterre) est un footballeur qui a la double nationalité britannique et trinidadienne. Ce gardien de but fut un international du Trinité-et-Tobago, mais il a aussi joué pour l'Angleterre avec la sélection espoirs.

## Biographie

### Enfance et débuts
Neil Shaka Hislop naît le 22 février 1969 au St George's Hospital de Londres, ou dans le Borough londonien de Hackney,. Son père, George, pratique le saut en longueur et est notamment médaillé d'or aux championnats des Antilles britanniques en 1958,. Il fait ensuite des études de droit et à l'occasion d'y enseigner,. Son grand-père paternel fait partie de l'équipe des Indes occidentales de cricket. Sa mère désire l'appeler Neil mais son père choisit de l'appeler Shaka en référence à Chaka Zulu, créateur du Royaume zoulou, étant fier de ses origines africaines,. Il est le cousin de la sprinteuse américaine Natasha Hastings, double championne olympique et quadruple championne du monde du relais 4 x 400 m. 
Lorsque son père termine ses études, Shaka a deux ans, et la famille décide de retourner à Trinité-et-Tobago, s'installant près de Diego Martin,. Il poursuit son enfance dans le village de Petit Valley. Il commence à jouer au football à l'école et évolue comme joueur de champ avant d'être placé comme gardien de but car il est le plus grand de ses amis. Dans les années 1980, il regarde des matchs d'équipes anglaises et se déclare admiratif devant notamment Ray Clemence et Joe Corrigan. Hislop apprécie beaucoup leurs capacités à garder la tête froide dans des moments intenses ou encore le fait de croire en eux.  Il continue ses études au Saint Mary's College de Port-d'Espagne où il développe de plus en plus son goût pour le football,. Il est entraîné par Haydn Martin qui lui apprend à s'imposer dans une équipe composée de joueurs plus âgés que lui. Pendant ce temps-là, Hislop est sélectionné en équipe de Trinité-et-Tobago des moins de 19 ans pour les qualifications du Championnat d'Amérique du Nord, centrale et Caraïbe 1986 de cette catégorie, sans pour autant jouer un match. En décembre 1988, il affirme avoir participé à trois tournois internationaux avec les équipes de jeunes de la sélection trinidadienne. Remarqué, il obtient une bourse d'études pour aller à l'Université Howard pour suivre un cursus d'ingénierie mécanique et aussi faire partie de l'équipe de football des Bison,,. Le gardien désire devenir professionnel mais veut surtout décrocher son diplôme.
En 1987, Hislop entre à l'Université Howard et intègre l'équipe de football l'année suivante,. Au niveau de ses études, il devient interne au siège de la National Aeronautics and Space Administration (NASA), intégrant l'équipe travaillant sur la station spatiale Freedom. Pour sa première année, Howard enregistre un score de 19-1-1 et s'incline en finale du championnat NCAA de soccer masculin contre les Hoosiers de l'Indiana sur le score de 1-0. En pleurs, il est consolé par ses coéquipiers à la fin de la rencontre. Très apprécié par ses coéquipiers, il est considéré comme un des grands hommes de cette saison. Il encaisse sept buts sur l'année 1988 et reçoit le titre de rookie de l'année 1988 et de co-meilleur joueur défensif du dernier carré du championnat (demi-finale et finale).La saison d'après, les Bison se qualifient pour les play-offs mais s'inclinent en quart de finale, une nouvelle fois contre l'université de l'Indiana.
En 1990, il est convoqué par la sélection de Trinité-et-Tobago pour participer à la Coupe caribéenne des nations 1990 organisé dans le pays de ses origines,. Certains le considèrent comme le successeur de Michael Maurice, gardien titulaire à cette période. Toutefois, il ne joue aucun match dans un tournoi abandonné du fait d'une tentative de Coup d'État de la Jamaat al Muslimeen, le 27 juillet 1990,. En NCAA, Hislop reste dans les buts mais est aligné, à quelques reprises, au poste d'attaquant du fait de multiples blessures au sein de l'équipe. Il inscrit trois buts lors de cette saison 1990 dont un doublé contre les Colonials de George Washington. Néanmoins, Howard réalise un parcours très moyen avec un 9-8-4 et ne se qualifie pas pour la dernière partie du championnat. Sur ces trois premières saisons, Hislop dispute cinquante-huit matchs, encaissant trente-trois buts et préserve à trente-et-une reprise son but vierge. Lors de l'été 1991, le gardien est sélectionné pour faire partie de l'équipe trinidadienne pour la Gold Cup 1991 mais il décline l'invitation, étant interne au département d'ingienierie de la NASA et ne pouvant se libérer.
Il participe au East vs. West Match de 1992, sélectionné dans l'équipe des meilleurs joueurs de l'Est des États-Unis.

### Carrière professionnelle

#### Arrivée en Angleterre avec Reading (1992-1995)
Alors qu'il a terminé son cursus et attend de recevoir son diplôme, Hislop est sélectionné au deuxième tour de la draft de la National Professional Soccer League, une ligue de showbol, par les Blast de Baltimore,. En mai 1992, il dispute un match amical contre Aston Villa, lors d'une tournée des Charm en Angleterre, et est repéré par un recruteur du Reading Football Club, évoluant en troisième division anglaise,,,,. Il passe un essai de deux semaines avec les Royals,. Entre-temps, il reçoit son diplôme en science de ingénierie mécanique,. En juillet 1992, le club de Reading lui propose un contrat de deux ans qu'il accepte. 
Hislop fait ses débuts officiels avec son nouveau club, le 9 septembre 1992, face au West Bromwich Albion pour une défaite 3-0,. La première année du Trinidadien en Angleterre est assez difficile. Ce dernier affirme se heurter à un « véritable choc des cultures » avec un climat très différent de ce qu'il a connu et des exigences physiques relevées,. En cours de saison, il se remet plusieurs fois en question et ressent un mal du pays. Sur l'année, il reste remplaçant de Steve Francis mais dispute seize matchs dont douze en championnat. Reading termine dans le ventre mou du classement, à la huitième place. À la fin de cette saison, il a envie d'abandonner et de rentrer mais reste car il a encore une année de contrat. En 1993-1994, l'entraîneur Mark McGhee lui offre le poste de titulaire après le départ en Francis. Hislop joue tous les matchs de la saison pour Reading, aligné lors de cinquante-six rencontres, dans une année où les Royals remportent le championnat et sont promus en deuxième division,,. 
Le trinidadien conserve son rôle de numéro un la saison suivante et joue les cinquante-quatre matchs des bleus et blancs. Cette saison est marquée par un conflit opposant Hislop et son père à la fédération de Trinité-et-Tobago. Le gardien affirme qu'il désire jouer pour le pays de ses origines mais demande l'autorisation de se consacrer intégralement à Reading, le club devant faire face à une pénurie de portiers. Un accord est alors conclu entre la fédération et le joueur pour le laisser à la disposition des Royals jusqu'à la fin de la saison 1993-1994. Quelque temps plus tard, Jack Warner, haut-dirigeant de la fédération nationale et président de la CONCACAF, veut obliger Hislop à disputer une rencontre amicale face aux États-Unis, programmée en novembre 1994, car il était dans l'équipe trinidadienne des moins de 19 ans lors des qualifications du Championnat d'Amérique du Nord, centrale et Caraïbe en 1986,. Son père George, officiant comme juge au niveau professionnel et ayant déjà affronté Warner sur un plan judiciaire, vient contrer cet argument en affirmant que son fils n'a pas joué une seule rencontre, se contentant du banc des remplaçants,. La FIFA donne finalement raison aux Hislop, n'obligeant pas Shaka à rejoindre l'équipe nationale,.
Avec Reading, il termine deuxième du championnat 1994-1995 et participe aux play-offs. Après avoir passé Tranmere Rovers en demi-finale, les joueurs du duo Jimmy Quinn-Mick Gooding s'inclinent en finale contre Bolton Wanderers sur le score de 4-3,. Reading reste donc au deuxième échelon du football anglais. À côté de ça, Shaka Hislop remporte le titre de meilleur joueur de la saison 1994-1995 de son équipe,.
Lors de l'inter-saison, le club de Newcastle United, entraîné par Kevin Keegan, se montre intéressé par le gardien de but et formule une première offre à Reading. Toutefois, elle est refusée par la direction d'Hislop, déçu par cette décision. Mais les Magpies font une deuxième proposition, évaluée à 1,5,, ou 1,575 millions de livres, cette-fois ci acceptée. Le transfert est officialisé le 10 août 1995. Keegan désire apporter de la concurrence à Pavel Srníček, prétendant au poste de numéro un chez les noirs et blancs.

#### Blessure et luttes pour le poste de titulaire à Newcastle (1995-1998)
Hislop commence la saison 1995-1996 comme titulaire dans les buts de Newcastle, et dispute son premier match officiel, le 19 août 1995, contre Coventry City. Le gardien avoue que son arrivée dans cette nouvelle équipe occasionne de nouveaux changements dans sa vie, devant gérer une notoriété grandissante et la pression de jouer devant 40 000 spectateurs, au St James' Park, contre 7 000 lorsqu'il évoluait à Reading. Peu de temps après, le natif de Londres est victime d'injures racistes de la part de ses propres supporters, ne l'ayant pas reconnu, alors qu'il se trouve aux abords de son stade. Après cet incident, Hislop fait un don de cinquante livres sterling à une association anti-raciste de Newcastle, gérée par Ged Grebby,. Ce dernier n'encaisse pas le chèque, le joueur s'étant trompé dans l'ordre, mais se décide à fonder l'association Show Racism the Red Card (en) pour combattre le racisme dans le football et la société plus généralement,. 
Le 9 décembre 1995, sur le terrain de Chelsea, il se blesse et doit laisser sa place à Pavel Srníček,. Le gardien tchèque fait de bonnes performances, permettant notamment à Newcastle d'être premier du championnat au mois de janvier 1996, à douze points du deuxième. Srníček reste dans les buts avant de retourner sur le banc après une défaite 4-3 contre Liverpool, le 3 avril 1996. Cinq jours plus tard, Hislop joue, pour la première fois depuis sa blessure, contre les Queens Park Rangers pour une victoire 2-1. Il termine la saison à vingt-quatre matchs  de championnat et Newcastle prend la deuxième place du classement,.
Lors de la saison 1996-1997, la lutte pour le poste de titulaire continue entre Srníček et Hislop. Remplaçant pour le Charity Shield contre Manchester United, le trinidadien est titularisé pour l'ouverture de la saison face à Everton, se soldant par une défaite 2-0. Pendant cette rencontre, une mésentente entre Steve Watson et Hislop entraîne un penalty, transformé par David Unsworth. Il est remplacé par le tchèque et apparaît, lors des semaines qui suivent, seulement lors de la victoire 2-0, contre Oldham Athletic, au troisième tour de la Coupe de la Ligue anglaise. Au mois de décembre 1996, après une série de matchs sans victoire, Hislop remplace Srníček à partir d'une rencontre de championnat, le 28 décembre 1996, contre Tottenham Hotspur, sur laquelle les Magpies l'emportent 7-1. Au début de l'année 1997, Kevin Keegan démissionne de son poste d'entraîneur et est remplacé, quelques jours plus tard, par Kenny Dalglish,. Contre Southampton, le 18 janvier 1997, le gardien multiplie les arrêts dans un match où Newcastle mène 2-0 à cinq minutes de la fin. Néanmoins, dans un duel aérien avec Richard Dryden, il attrape la balle avant de la lâcher devant Neil Maddison qui réduit l'écart à 2-1. Finalement, Southampton égalise en toute fin de rencontre à 2-2. Cependant, il continue à être souvent titulaire et dispute notamment les deux matchs des quarts de finale de la Coupe UEFA 1996-1997 contre l'AS Monaco. Il joue son dernier match de la saison contre Derby County et est relégué, à partir d'un match contre Arsenal le 3 mai 1997, sur le banc des remplaçants, pour les quatre dernières rencontres du championnat,. Au terme de cette année, Newcastle prend la deuxième place encore une fois et Hislop affiche la statistique de seize matchs de championnat contre vingt-deux pour son coéquipier Pavel Srníček.
Par la suite, Shay Given est recruté par Newcastle pour un montant de 1 500 000 livres. Le gardien trinidadien entre en concurrence avec cette nouvelle recrue pour le poste de titulaire. Selon Hislop, « il n'y a aucune animosité entre les gardiens dans un même club », affirmant que « quand [on] veut s'entraîner ensemble [et qu'on] veut juste la réussite du club, il n'y a pas de place pour la jalousie ». Néanmoins, il est nommé numéro deux dans la hiérarchie des gardiens et remplaçant de l'Irlandais,. Son futur coéquipier Jamie Ashdown déclare, en mai 2005, qu'à ce moment, Hislop perd sa place de titulaire pour la première fois de sa carrière. Quelques jours après une erreur de Given ayant entraîné un but pour l'équipe adverse, Hislop retrouve les cages de Newcastle, le 18 novembre 1997, contre Derby County en Coupe de la Ligue. Il reste plusieurs semaines à cette position, disputant notamment deux matchs de Ligue des champions, contre le FC Barcelone et le Dynamo Kiev. Sur cette saison, Hislop dispute treize matchs de championnats. Entre-temps, la Fédération anglaise de football lui laisse la possibilité de choisir entre sa nationalité anglaise et celle trinidadienne. D'abord, il est sélectionné par Glenn Hoddle, au sein de la sélection anglaise, et se retrouve sur le banc des remplaçants, le 11 février 1998, contre le Chili en match amical. Ensuite, il apparaît en équipe d'Angleterre espoirs, à l'âge de vingt-neuf ans, et dispute un amical contre la Suisse où les jeunes anglais s'inclinent 2-0, le 24 mars 1998. Le gardien arrive en fin de contrat et l'encadrement des Magpies semble conserver sa confiance en Shay Given. L'agent d'Hislop l'informe alors qu'Harry Redknapp, entraîneur de West Ham, cherche un gardien de but et le trinidadien « saute sur l'occasion », désirant retrouver « un nouveau challenge ».

#### Titulaire à West Ham et premiers pas en sélection trinidadienne (1998-2002)
Le 8 juillet 1998, Hislop s'engage avec West Ham, jouant parmi l'élite du football anglais. Cette venue permet aux Hammers de parer au départ de Luděk Mikloško, ayant quitté le club après huit saisons. Il fait ses débuts, au sein de sa nouvelle équipe, le 15 août 1998, face au Sheffield Wesdnesday et conserve sa place pendant toute cette saison 1998-1999. Le 8 novembre 1998, West Ham reçoit Chelsea à Upton Park. L'attaquant des Blues Pierluigi Casiraghi tente de reprendre un centre mais percute violemment Shaka Hislop,. Victime d'une rupture des ligaments croisés du genou, Casiraghi subit dix interventions chirurgicales et ne jouera plus jamais sur un terrain professionnel,.
Pour cette raison-là, il signe à West Ham United entraîné par Harry Redknapp en 1998, y restant jusqu'à 2002. De nouveau Harry Redknapp, alors entraîneur de Portsmouth, qui le fait signer en 2002. Avec Portsmouth, il était le gardien titulaire, place qu'il conserva après la montée de son club en Premiership. Après le départ du club de Redknapp, il perd sa place de titulaire sous le nouveau régime de Velimir Zajec. En 2005, il quitte Portsmouth pour retrouver West Ham. En juillet 2006, il rejoint les États-Unis et la MLS en signant avec le FC Dallas. Souvent blessé et doublure de Darío Sala, il ne joue presque pas. En août 2007, il met un terme à sa carrière professionnelle. 
Il a une sélection en équipe d'Angleterre espoirs, et 26 sélections pour l'équipe nationale de Trinité-et-Tobago. Il a participé à la Coupe du monde 2006.

## Statistiques

### En club
Le tableau suivant récapitule les statistiques en club de Shaka Hislop durant sa carrière professionnelle,,,,.
| Saison                | Club                  | Championnat           | Championnat | Championnat | Coupe nationale | Coupe nationale | Coupe de la Ligue | Coupe de la Ligue | Compétition(s) continentale(s) | Compétition(s) continentale(s) | Compétition(s) continentale(s) | Football League Trophy | Football League Trophy | Play-offs | Play-offs | Total | Total |
| Saison                | Club                  | Division              | M.          | B.          | M.              | B.              | M.                | B.                | Comp.                          | M.                             | B.                             | M.                     | B.                     | M.        | B.        | M.    | B.    |
| 1992-1993             | Reading FC            | Second Division       | 12          | 0           | -               | -               | 2                 | 0                 | -                              | -                              | -                              | 2                      | 0                      | -         | -         | 16    | 0     |
| 1993-1994             | Reading FC            | Second Division       | 46          | 0           | 2               | 0               | 4                 | 0                 | -                              | -                              | -                              | 4                      | 0                      | -         | -         | 56    | 0     |
| 1994-1995             | Reading FC            | First Division        | 46          | 0           | 1               | 0               | 4                 | 0                 | -                              | -                              | -                              | -                      | -                      | 3         | 0         | 54    | 0     |
| Sous-total            | Sous-total            | Sous-total            | 104         | 0           | 3               | 0               | 10                | 0                 | -                              | -                              | -                              | 6                      | 0                      | 3         | 0         | 126   | 0     |
| 1995-1996             | Newcastle United      | Premier League        | 24          | 0           | -               | -               | 4                 | 0                 | -                              | -                              | -                              | -                      | -                      | -         | -         | 28    | 0     |
| 1996-1997             | Newcastle United      | Premier League        | 16          | 0           | 3               | 0               | 1                 | 0                 | C3                             | 2                              | 0                              | -                      | -                      | -         | -         | 22    | 0     |
| 1997-1998             | Newcastle United      | Premier League        | 13          | 0           | 3               | 0               | 3                 | 0                 | C1                             | 2                              | 0                              | -                      | -                      | -         | -         | 21    | 0     |
| Sous-total            | Sous-total            | Sous-total            | 53          | 0           | 6               | 0               | 8                 | 0                 | -                              | 4                              | 0                              | -                      | -                      | -         | -         | 71    | 0     |
| 1998-1999             | West Ham              | Premier League        | 37          | 0           | 2               | 0               | 2                 | 0                 | -                              | -                              | -                              | -                      | -                      | -         | -         | 41    | 0     |
| 1999-2000             | West Ham              | Premier League        | 22          | 0           | 1               | 0               | 4                 | 0                 | Int.+C3                        | 5+4                            | 0+0                            | -                      | -                      | -         | -         | 36    | 0     |
| 2000-2001             | West Ham              | Premier League        | 34          | 0           | 4               | 0               | 4                 | 0                 | -                              | -                              | -                              | -                      | -                      | -         | -         | 42    | 0     |
| 2001-2002             | West Ham              | Premier League        | 12          | 0           | -               | -               | 1                 | 0                 | -                              | -                              | -                              | -                      | -                      | -         | -         | 13    | 0     |
| Sous-total            | Sous-total            | Sous-total            | 105         | 0           | 7               | 0               | 11                | 0                 | -                              | 9                              | 0                              | -                      | -                      | -         | -         | 132   | 0     |
| 2002-2003             | Portsmouth            | First Division        | 46          | 0           | 1               | 0               | 2                 | 0                 | -                              | -                              | -                              | -                      | -                      | -         | -         | 49    | 0     |
| 2003-2004             | Portsmouth            | Premier League        | 30          | 0           | 4               | 0               | -                 | -                 | -                              | -                              | -                              | -                      | -                      | -         | -         | 34    | 0     |
| 2004-2005             | Portsmouth            | Premier League        | 17          | 0           | -               | -               | -                 | -                 | -                              | -                              | -                              | -                      | -                      | -         | -         | 17    | 0     |
| Sous-total            | Sous-total            | Sous-total            | 93          | 0           | 5               | 0               | 2                 | 0                 | -                              | -                              | -                              | -                      | -                      | -         | -         | 100   | 0     |
| 2005-2006             | West Ham              | Premier League        | 16          | 0           | 7               | 0               | 2                 | 0                 | -                              | -                              | -                              | -                      | -                      | -         | -         | 25    | 0     |
| Sous-total            | Sous-total            | Sous-total            | 16          | 0           | 7               | 0               | 2                 | 0                 | -                              | -                              | -                              | -                      | -                      | -         | -         | 25    | 0     |
| 2006                  | FC Dallas             | MLS                   | 4           | 0           | 1               | 0               | -                 | -                 | -                              | -                              | -                              | -                      | -                      | -         | -         | 5     | 0     |
| 2007                  | FC Dallas             | MLS                   | 6           | 0           | -               | -               | -                 | -                 | -                              | -                              | -                              | -                      | -                      | -         | -         | 6     | 0     |
| Sous-total            | Sous-total            | Sous-total            | 10          | 0           | 1               | 0               | -                 | -                 | -                              | -                              | -                              | -                      | -                      | -         | -         | 11    | 0     |
| Total sur la carrière | Total sur la carrière | Total sur la carrière | 381         | 0           | 29              | 0               | 33                | 0                 | -                              | 13                             | 0                              | 6                      | 0                      | 3         | 0         | 465   | 0     |

### En sélection
| Sélection         | Année | Statistiques | Statistiques |
| Sélection         | Année | Matchs       | Buts         |
| ----------------- | ----- | ------------ | ------------ |
| Trinité-et-Tobago | 1999  | 3            | 0            |
| Trinité-et-Tobago | 2000  | 1            | 0            |
| Trinité-et-Tobago | 2001  | 7            | 0            |
| Trinité-et-Tobago | 2002  | 3            | 0            |
| Trinité-et-Tobago | 2003  | 0            | 0            |
| Trinité-et-Tobago | 2004  | 3            | 0            |
| Trinité-et-Tobago | 2005  | 5            | 0            |
| Trinité-et-Tobago | 2006  | 4            | 0            |
| Total             | Total | 26           | 0            |